# César de Vendôme
César de Bourbon (né le 7 juin 1594 à Coucy-le-Château - mort le 22 octobre 1665 à Paris), duc de Vendôme (1598-1665), duc d'Étampes, est le fils légitimé du roi Henri IV. C'est un militaire et gentilhomme français du XVIIe siècle. 
Il consacre sa vie à défendre ses acquis, dus en grande partie à son père, combats qui l'impliquent dans nombres d'intrigues contre son demi-frère le roi Louis XIII, et ses ministres Richelieu puis Mazarin.
Il est nommé Grand amiral de France en 1651 et surintendant général de la Navigation en 1655.

## Biographie

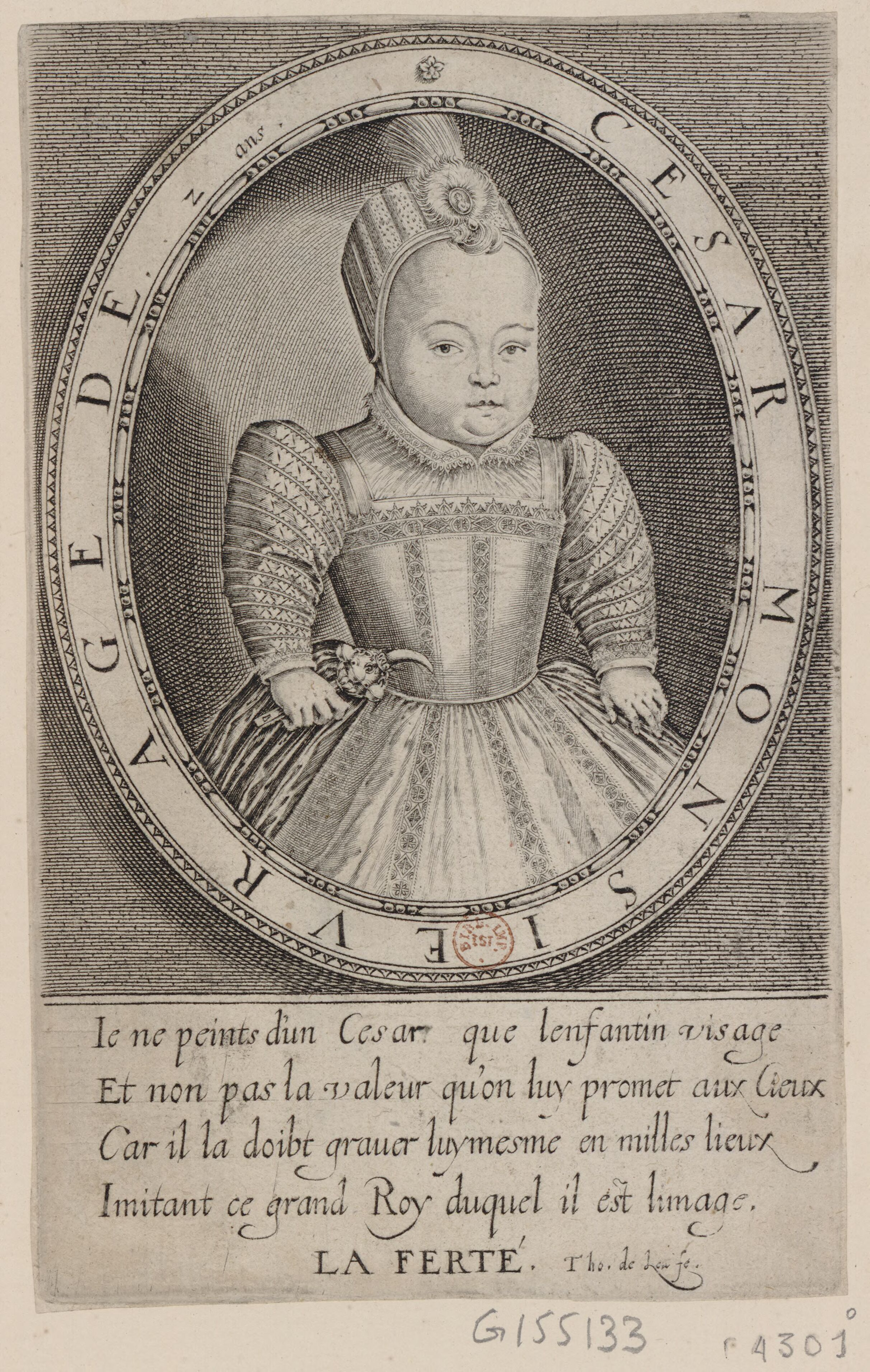
César à deux ans

### Premières années (1594-1610)
Fils illégitime d'Henri IV, roi de France, et de Gabrielle d'Estrées, il est le fils aîné du monarque et jouit d'une grande affection de la part de son père, qui le légitime dès 1595, et le pourvoit en 1598 du duché de Vendôme. Conformément au traité signé en 1598 entre Henri IV et le duc de Mercœur (dernier chef rebelle de la Ligue), César devient gouverneur de Bretagne à partir d'avril 1598 et est promis à Françoise de Mercœur, l'unique fille de Mercœur et héritière du Penthièvre. Henri IV charge l'écuyer Antoine de Pluvinel d'être son gouverneur et Nicolas Vauquelin des Yveteaux d'être son précepteur. Il reçoit également le titre de duc de Beaufort.
César a une éducation soignée et publique. Le jeune dauphin, futur Louis XIII, nourrit une véritable animosité envers son aîné qui, du fait de son âge, jouit d'un statut spécial. En 1608 il fait ses premiers pas sur la scène politique : devenu majeur (14 ans), il participe pour la première fois aux États de Bretagne tenus à Rennes, où il représente le roi son père. Sur le chemin, il fait sa première entrée solennelle dans Vendôme, capitale de son duché, le 11 septembre 1608.

#### Mariage

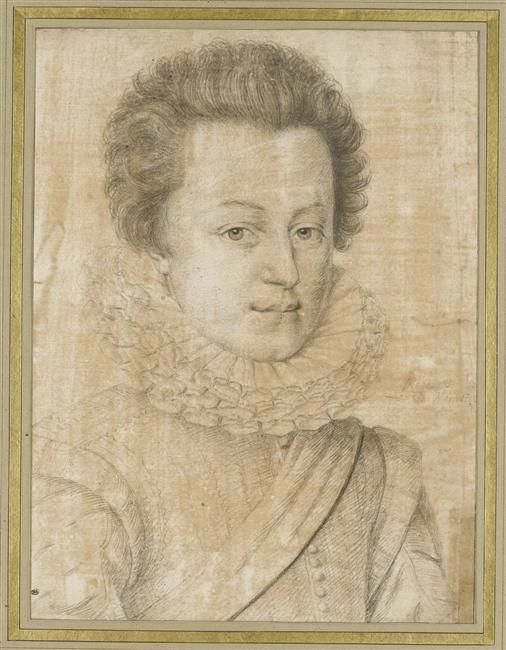
Portrait du jeune César de Bourbon.

Après diverses tergiversations pour le mariage, la mère de Françoise de Lorraine refusant de marier sa fille à un bâtard, Henri IV fait imposer sa volonté. Les fiançailles sont célébrées le 22 juillet 1608. Le mariage a lieu un an plus tard à Fontainebleau le 7 juillet 1609, célébré par l'évêque de Paris. Cette union apporte à César les duchés de Mercœur et de Penthièvre, la principauté de Martigues et de nombres d'autres seigneuries.

#### La création du rang intermédiaire
Le 15 avril 1610, par lettres patentes, le roi accorde à César un rang intermédiaire entre les princes du sang d'une part, et les ducs et pairs et princes étrangers d'autre part, ce qui déplut fortement à ces derniers. Ce rang n'est effectif que dans le cérémonial, et uniquement lors du sacre de la reine Marie de Médicis le 13 mai 1610. En effet la mort du roi, assassiné le lendemain, le 14 mai 1610, fragilise la position du jeune prince, et ce rang intermédiaire, encore trop peu établi et gênant nombres de Grands, est volontairement oublié.

### La régence de Marie de Médicis et les années Richelieu, le prince révolté (1610-1643)

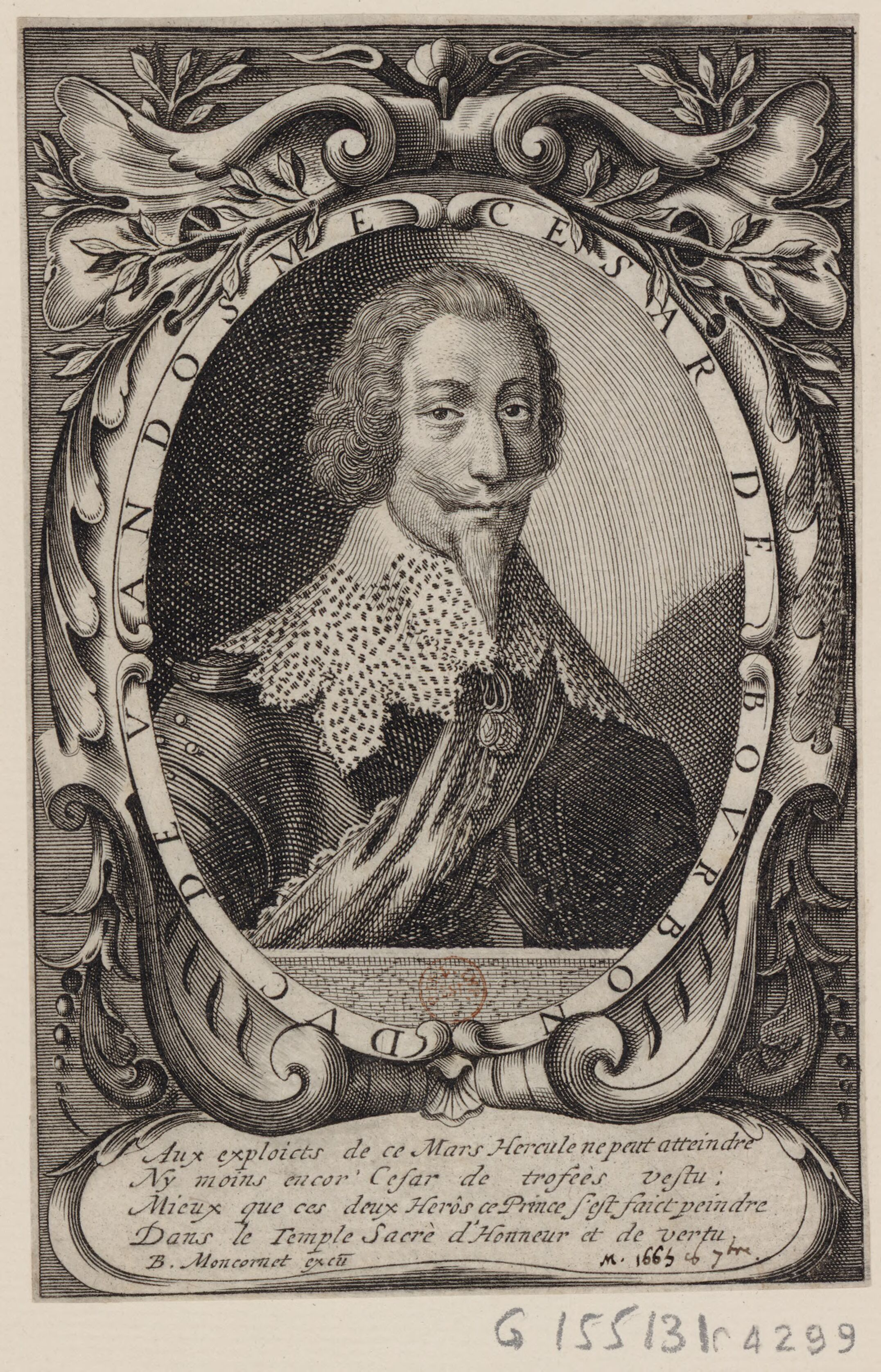
César de Vendôme entre 30 et 40 ans

En 1623 il fonde le collège de Vendôme, dont il confie l'administration à la congrégation des Oratoriens.
Il intrigue une bonne partie de sa vie, contre la régente Marie de Médicis puis contre son demi-frère Louis XIII. Impliqué dans la conspiration de Chalais visant le ministre Richelieu, il perd son gouvernorat de Bretagne et est emprisonné en 1626 avec son frère Alexandre au Château d'Amboise puis au Château de Vincennes. Cette implication est parfois remise en cause, la présentant comme un coup politique de Richelieu pour s'impliquer dans les affaires maritimes du royaume, dont la Bretagne était un élément essentiel.

#### Exil en Hollande et exil intérieur
César n'est libéré qu'à la condition d'un bannissement, chose qu'il respecte en s'exilant en Hollande. Libéré le 30 décembre 1630, il arrive en Hollande le 15 mars 1631. Il passe ses premières semaines auprès du prince d'Orange, notamment au château de Ryswick. Après un séjour en Angleterre au mois de décembre 1631, où il assiste à l'accouchement de sa demi-sœur la reine d'Angleterre Henriette-Marie de France, il revint en France au début de 1632, accompagné de son fils aîné, Louis, duc de Mercœur.
Entre 1632 et 1640, César de Vendôme vit retiré dans ses terres, principalement à Vendôme, et dans une moindre mesure à Anet et Chenonceau. Vers 1620 ou 1630, il entreprend la modernisation de son château de Vendôme : il fait construire une grande rampe d'accès, ponctuée de trois portes monumentales, percer une nouvelle porte — la porte de Beauce — au sud de l'enceinte médiévale, et construire un nouveau logis contre l'ancienne porte d'entrée du château, sur la face ouest. Il fait déplacer l'église paroissiale Saint-Lubin, qui encombre la cour du château, dans le quartier du même nom. Dans ce contexte, la collégiale Saint-Georges bénéficie d'une restructuration, et acquiert le rang d'église paroissiale pour les personnes vivant dans le château en 1626.

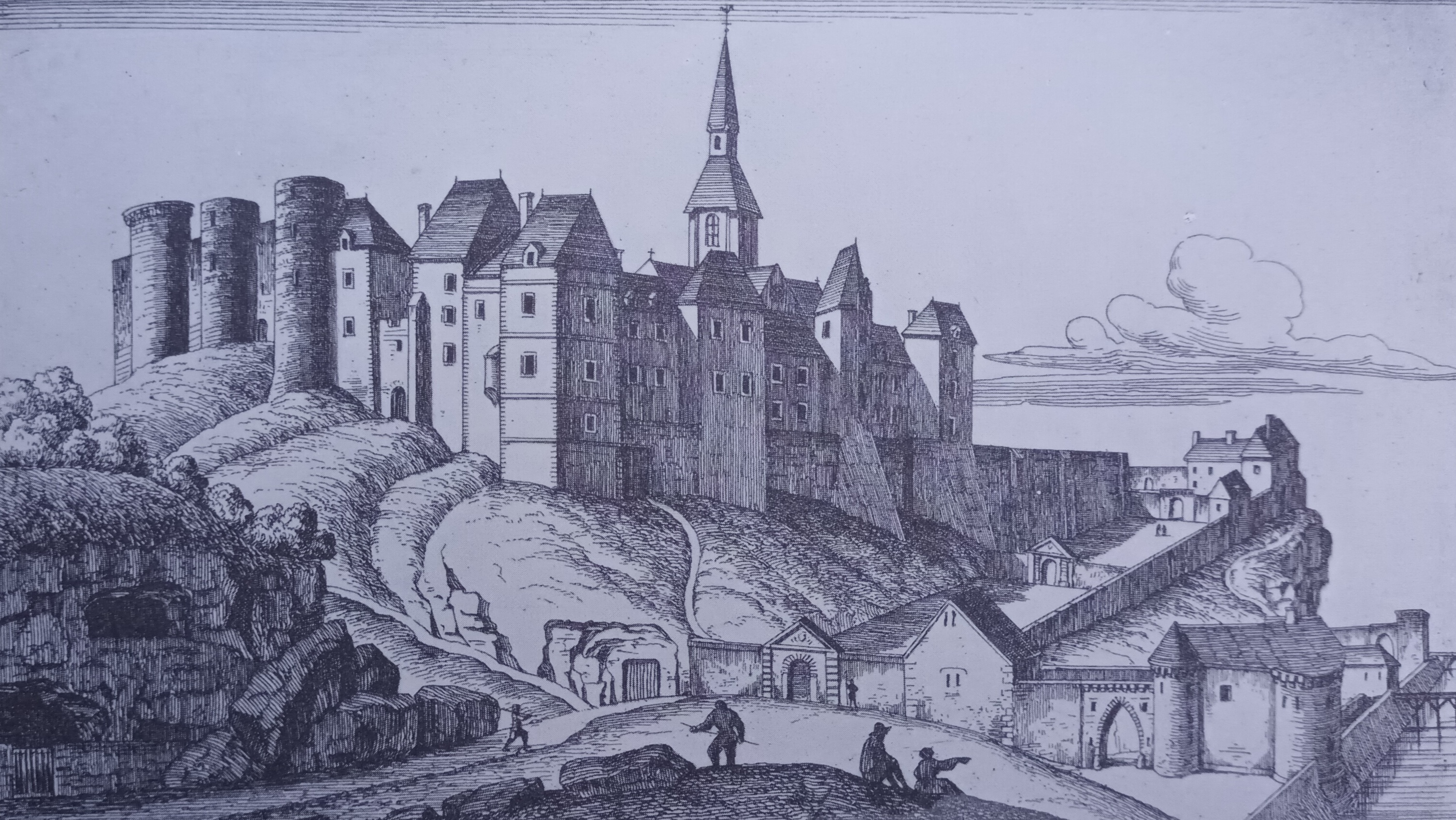
Eau-forte de A. Queyroy représentant le château de Vendôme au XVIIe siècle.

#### L'exil en Angleterre et la mort de Richelieu
César est accusé en décembre 1640, par un certain Guillaume Poirier, ermite criminel vivant dans un faubourg de Vendôme, de l'avoir approché et de lui avoir demandé d'assassiner Richelieu. Le 2 janvier 1643 César, alors à Anet, écrit au roi pour dénoncer ces accusations. Il envoie sa femme et ses enfants à la cour pour se justifier et propose d'y venir lui-même s'expliquer. Louis XIII lui demande alors de se présenter à la cour à la fin du mois de janvier. Mais le duc de Vendôme se ravise, et prend alors le chemin de Cherbourg ; il embarque à Pirou, pour l'Angleterre, en faisant une halte sur l'île de Jersey.
Lorsque la nouvelle parvient au roi, celui-ci prie la duchesse de Vendôme et ses enfants de quitter Anet pour Chenonceau. César de Vendôme rejoint alors Londres et la cour de sa demi-sœur la reine ; il y retrouve Marie de Médicis, elle aussi exilée. Autour de la mère de Louis XIII se retrouvent d'autres réprouvés, tel que le duc de Candale (condamné à mort en France), ou le comte de Montrésor (protagoniste de la conspiration de Cinq-Mars). Vers la fin juin ou début juillet 1642, le duc de Vendôme fut rejoint par son fils cadet François, duc de Beaufort, qui se sentait en danger suite aux représailles de la conspiration de Cinq-Mars, alors qu'il n'avait a priori aucun lien avec l'affaire. Cet exil est marqué par quelques tracas politiques tel une perquisition à son[Qui ?] domicile le 9 novembre 1642. César reste informé par des contacts suivis avec le comte de Soissons et son entourage, notamment Alexandre de Campion, des évolutions de la Cour.
La mort du cardinal de Richelieu change radicalement son statut : César de Vendôme peut alors espérer rentrer sans être inquiété. Le 6 décembre 1642, jour de la mort du cardinal, est d'ailleurs accueilli par tous les Grands exilés avec joie. Tandis que son fils rentre en France à la demande de la reine Anne d'Autriche, qui l'apprécie , le duc reste tout de même à Londres, le roi ne voulant pas de lui en France. Le retour de son fils dans le royaume lui permet néanmoins d'avoir un appui pour négocier son retour, mais François n'est pas un diplomate très habile pour les négociations. C'est finalement le duc de Mercœur, fils aîné de César, qui parvient à arranger le retour de son père à la Cour, avec l'appui du cardinal Mazarin, nouveau ministre principal. Le rappel officiel des exilés intervint le 12 mars 1643. Le duc rentre alors au château d'Anet avant d'être autorisé de réapparaître à la cour le 20 avril 1643, peu avant la mort de son demi-frère le roi.

### La mort de Louis XIII et la régence d'Anne d'Autriche etMazarin(1643-1649)
Le roi meurt le 14 mai 1643, environ deux semaines après le retour du duc à la cour. Anne d'Autriche, lors d'un lit de justice auquel le duc et sa femme assistent, casse le testament de son mari (qui la réduisait à un rôle honorifique) et fait du cardinal Mazarin son principal ministre. Le duc de Vendôme manque alors une entente avec Mazarin : celui-ci étant sans appui à la cour et craignant les Condé, désire s'appuyer sur les Vendôme, son rôle pour le retour du duc à la cour le montre, en relevant la famille qui a jusque-là été peu en faveur. Mais César de Vendôme, éprouvant une telle haine « pour tous ce qui avait quelque rapport au cardinal de Richelieu », refuse l'amitié de cet ancien proche de son ennemi.
Lorsque César et sa famille se rendent compte de leur erreur politique, ils tentent de se rapprocher du Cardinal, mais en vain.

#### LaCabale des Importantsà l'été 1643
En 1643, César projette de marier tous ses enfants, mais seul l'un des trois mariages aboutit : celui de sa fille Élisabeth avec le duc de Nemours. Il  souhaite marier son fils aîné Louis avec Charlotte-Marie de Lorraine, fille de la duchesse de Chevreuse, et son second fils, François, avec la fille du duc d'Épernon. Il souhaite également, à la suite de son retour à la cour, son rétablissement dans ses charges de gouverneur de Bretagne. Cela l'entraîne dans la Cabale des Importants, où « tous ceux qui étaient mal contents du règne » et désirant réparations se rangent.
Les Vendôme et la duchesse de Chevreuse sont au cœur de cette Cabale, mais César se voit dépassé dans les événements par son fils le duc de Beaufort : ce dernier forme un complot pour assassiner Mazarin, complot auquel César est étranger, une telle entreprise réduisant à néant ses chances de récupérer le gouvernorat de Bretagne. Mais le complot est éventé, Beaufort arrêté et emprisonné. Les Vendôme sont de nouveau disgraciés, et doivent se retirer à Anet. Dans ce château, ils accueillent d'autres disgraciés, notamment Henri de Campion, Beauregard, Brillet, Ganseville ou le baron des Essarts. Mazarin lui envoie des agents l'arrêter ; il quitte alors Anet pour le château de Vendôme au mois de février 1644. Toujours traqué par les agents de Mazarin, il se réfugie chez son fils à Mercœur, où il pense échapper à la poursuite engagée par le cardinal. Toujours suivi, il finit alors par s'exiler à Genève puis en Italie, à la cour du grand-duc de Toscane, Ferdinand II de Médicis. Il ne revint en France qu'en avril 1649.

### Le prince soumis à la couronne (1649-1665)
À la fin des années 1640, avec le mariage de son fils Louis, duc de Mercœur, avec Laure Mancini, nièce du cardinal Mazarin, il s'assagit. Il reste fidèle à Anne d'Autriche durant toute la Fronde. En 1649, la reine lui confie l'accueil de l'héritier du trône d'Angleterre Charles à Péronne, qui vient en exil en France avec sa mère Henriette-Marie (demi-sœur de César), à la suite de l'exécution de son père Charles Ier, et de la proclamation du Commonwealth d'Angleterre. Charles est reconnu par la France comme nouveau roi d'Angleterre en tant que Charles II, et se voit remettre par César le château de Saint-Germain-en-Laye comme résidence pour son exil.
Le 14 juillet 1650, César de Vendôme offre au jeune roi, son neveu Louis XIV, une fête somptueuse en son château de Chenonceau, en présence de la reine Anne, encore régente, ainsi que de Mazarin. Il est nommé grand amiral de France (1651) et surintendant général de la Navigation (1655). Il tient un rôle non négligeable lors de la cérémonie du sacre de Louis XIV le 7 juin 1654, où il représente le duc de Normandie, l'un des six grands pairs laïcs.
Il s'éteint le 22 octobre 1665 en son hôtel parisien. Son corps est ramené et inhumé dans la collégiale Saint-Georges du château de Vendôme ; son cœur est quant à lui installé dans la chapelle du collège des Oratoriens de Vendôme, et ses entrailles au Couvent des Capucines situé à côté de l'hôtel Vendôme.

## Mariage et descendance
César de Vendôme, accusé d'homosexualité par ses ennemis, épouse en 1609 la plus riche héritière du royaume, Françoise de Lorraine, comtesse de Penthièvre, fille de Philippe-Emmanuel de Lorraine, duc de Mercœur, et nièce de la reine Louise de Lorraine, veuve d'Henri III, avec qui il a trois enfants :
- Louis (1612-1669), duc de Mercœur, puis duc de Vendôme, épouse en 1651 Laure Mancini. Veuf en 1657, il entre dans les ordres ;
- Élisabeth (1614-1664), mariée à Charles Amédée de Savoie (1624-1652), duc de Nemours ;
- François (1616-1669), duc de Beaufort (1665), dit le Roi des Halles, sans alliance.

## Postérité
- Il est interprété par Martine Havet dans le film Vive Henri IV, vive l'amour de Claude Autant-Lara sortie en 1961.

## Galerie

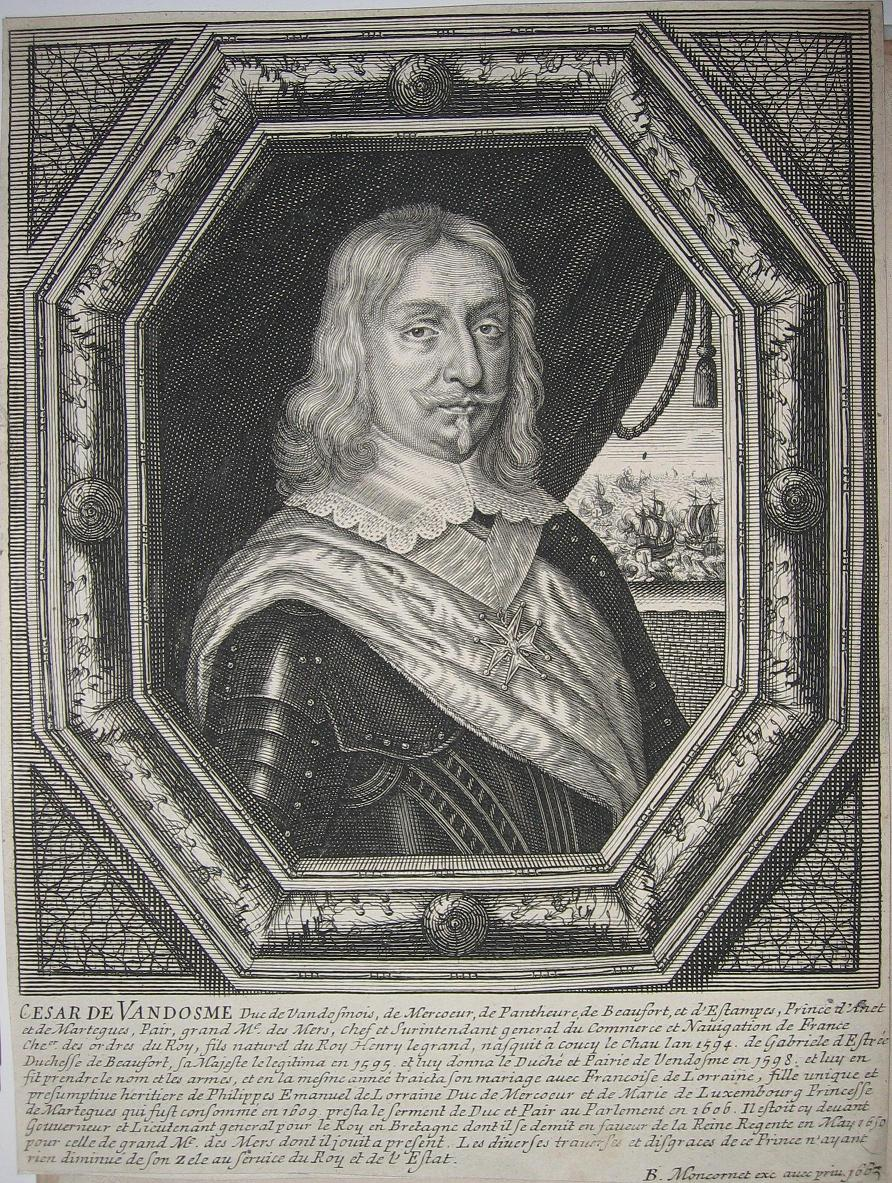
Portrait de César de Vendôme.
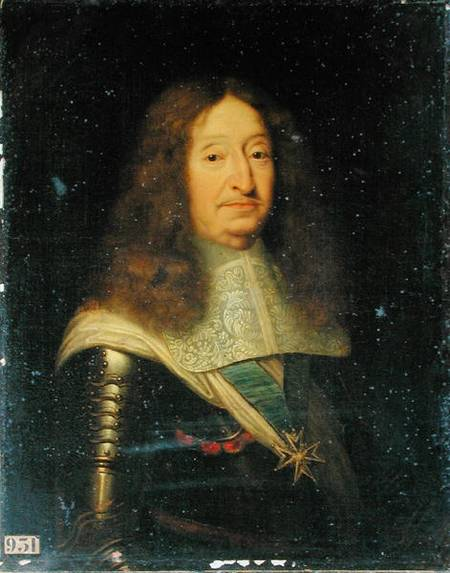
César de Vendôme âgé.
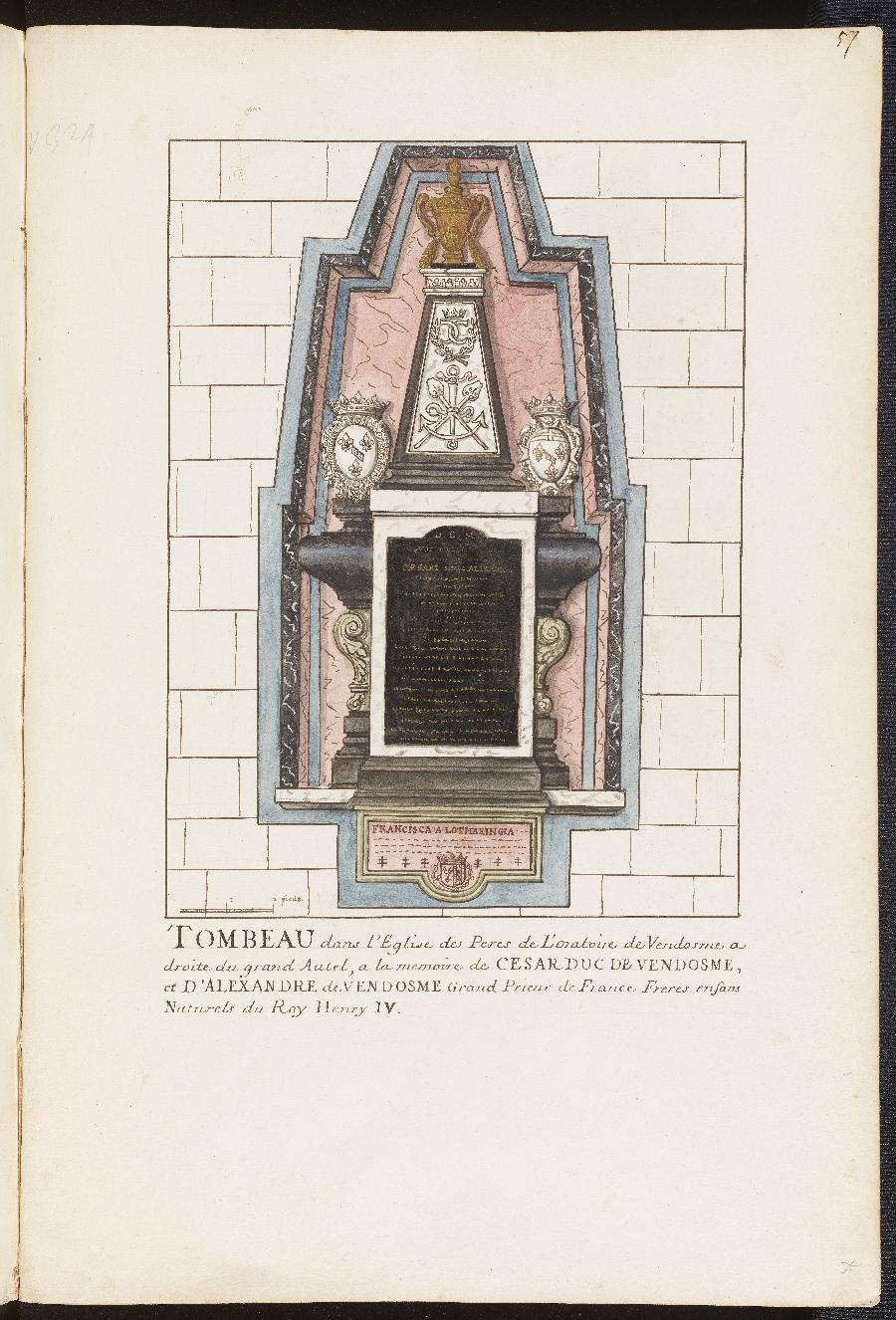
Mausolée du cœur de César de Vendôme et du corps de son frère le chevalier de Vendôme aux Oratoriens de Vendôme.
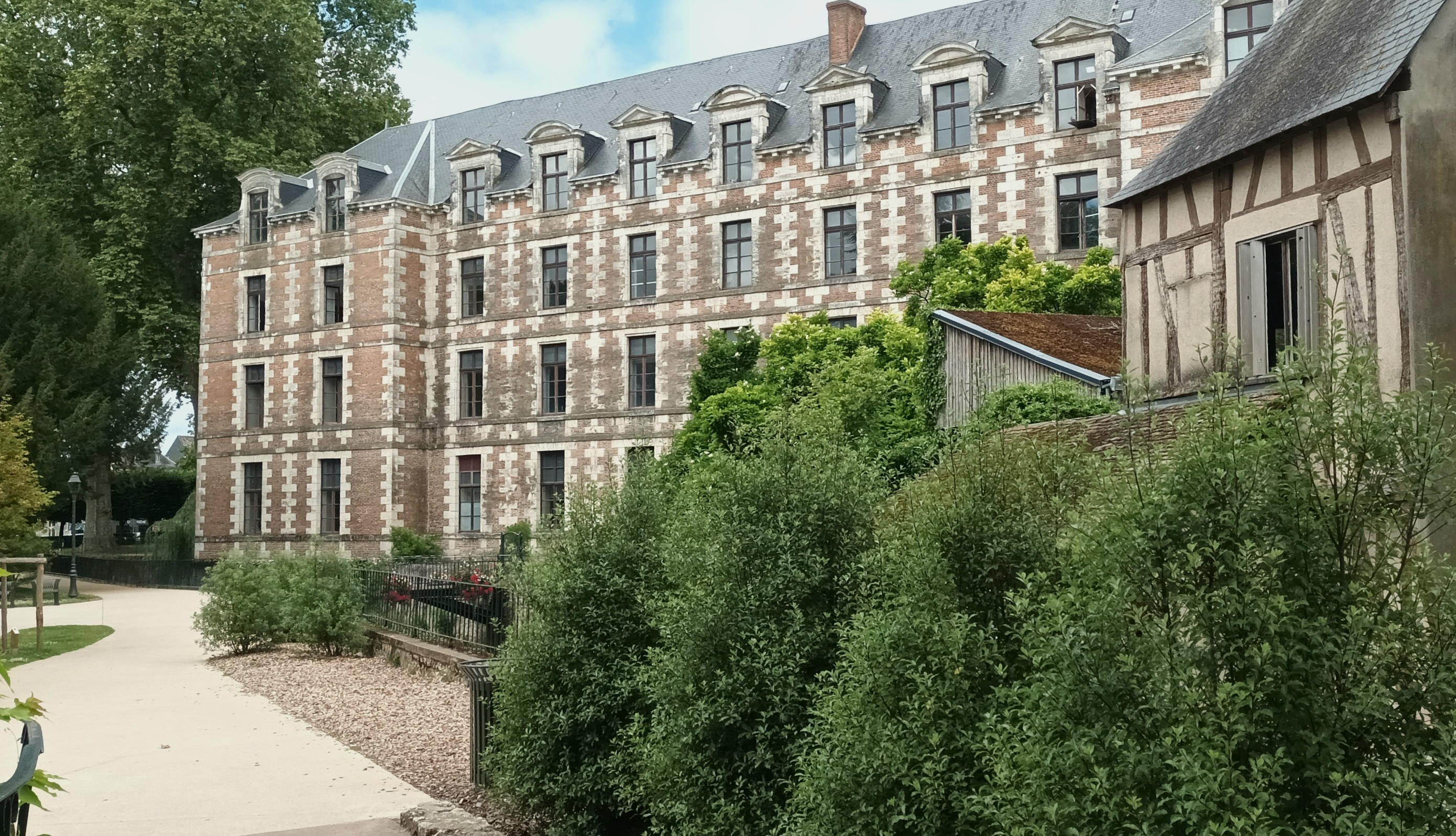
Façade sud du collège de Vendôme.
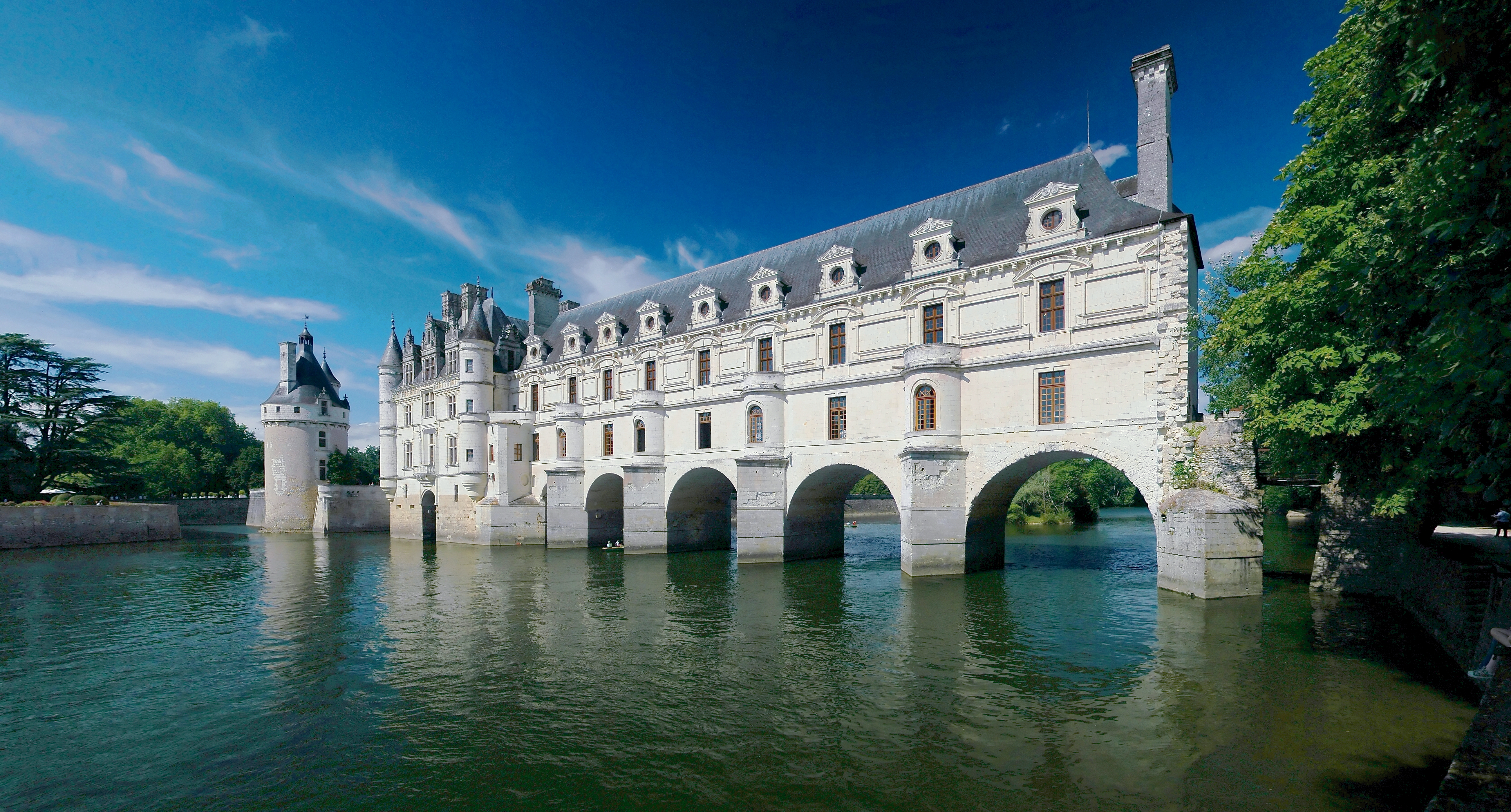
Le château de Chenonceau, où César de Vendôme reçut le jeune Louis XIV.